# 山田義昭
山田 義昭（やまだ よしあき、1949年1月1日 - ）は、日本のテロ組織である日本赤軍の元メンバー。富山県東礪波郡平村（現・南砺市）生まれ。

## 人物
高校卒業後、アルバイトをしながら早稲田予備校に通っていたが、大学受験に失敗し、板橋区の精密機械メーカーで勤務。
1973年6月、パリに行った際に日本赤軍入りする。1974年にはシンガポール事件に参加。7月26日、パリ・オルリー空港で、偽造旅券4通と偽ドル所持のためにフランスの警察に逮捕される。勾留されている間はフルヤと偽名を名乗った。その供述から、西ドイツ・デュッセルドルフの日本総合商社支店長を身代金目的で誘拐する計画が発覚した。このままだと山田の自供により、当局に組織全容を解明されると考えた日本赤軍はハーグ事件を起こし、山田は超法規的措置で釈放され逃亡する。
1986年2月、「体力的にやっていけなくなった」と警視庁に出頭し逮捕される。シンガポール事件やクアラルンプール事件に関与が疑われていたが、これらの事件では起訴されず、偽造旅券を持ってフランスに入国した偽造有印公文書偽造罪で起訴され、懲役1年4ヶ月が確定した。
現在は刑期を満了して出所しているが、警視庁公安部の視察下に置かれており、重信房子、和光晴生らの公判に検察側の証人として出廷している。